# Three Star Club
El Three Star Club (थ्रिस्टार क्लब en nepalés), conocido como Mega Three Star Club por razones de patrocinio, es un equipo de fútbol de Nepal que milita en la Liga de Fútbol de Nepal, la liga de fútbol más importante del país.

## Historia
Fue fundado en el año 1974 en la ciudad de Patan, en el distrito de Lalitpur y es uno de los equipos más exitosos de fútbol en Nepal , incluso considerado un símbolo de excelencia, creado por un grupo de jóvenes del Patan Durbar Square. Ha ganado la Liga en 3 ocasiones y 7 títulos de Copa.
A nivel internacional ha participado en 2 torneos continentales, donde su mejor participación ha sido en la Copa Presidente de la AFC del año 2005, donde fue eliminado en semifinales por el Dordoi Dynamo de Kirguistán.

## Palmarés
- Liga de Fútbol de Nepal: 5

1997, 1998, 2004, 2013,2015
- Copa Oro Aaha: 3

2007, 2011, 2013
- Copa Oro Budha Subba: 3

2005, 2007, 2012
- Copa Británica Gurkha: 2

2010, 2011

## Participación en competiciones de la AFC
| Temporada | Torneo                    | Ronda                         | Club                | Resultado   |
| --------- | ------------------------- | ----------------------------- | ------------------- | ----------- |
| 1999      | Copa de Clubes de Asia    | 1                             | BEC Tero Sasana     | 1-6         |
| 2005      | Copa Presidente de la AFC | Fase de grupos                | Regar-TadAZ         | 0-0         |
| 2005      | Copa Presidente de la AFC | Fase de grupos                | Taipower            | 1-1         |
| 2005      | Copa Presidente de la AFC | Fase de grupos                | Transport United    | 2-1         |
| 2005      | Copa Presidente de la AFC | Semifinales                   | Dordoi Dynamo-Naryn | 0-0 (3-4 p) |
| 2013      | Copa Presidente de la AFC | Fase de grupos                | Erchim              | 2-0         |
| 2013      | Copa Presidente de la AFC | Fase de grupos                | Taipower            | 2-2         |
| 2013      | Copa Presidente de la AFC | Fase de grupos                | Abahani Limited     | 1-1         |
| 2013      | Copa Presidente de la AFC | Segunda Ronda                 | FC Balkan           | 0-6         |
| 2013      | Copa Presidente de la AFC | Segunda Ronda                 | Erchim              | 1-1         |
| 2017      | Copa AFC                  | clasificado a la eliminatoria | Nagaworld FC        | 1-1         |